# Орман
Орман, ормар или шифоњер је део намештаја у становима, канцеларијама и радним просторијама. 
Реч орман је латинског порекла (armarium) дословце значи: усправани високи сандук за држање, одеће, хаљина и књига.
Ормани су намењени за смештај одеће, постељине, књига и других кућних или радних ствари. Најчешће се производе од дрвета и лима а у новије време и од других савремених материјала. Раније су их израђивали столари (занатлије), ручно тако да су могли представљти права уметничка дела (украшавани резбарењем). У новије време се производе индустријски у великим серијама или их производе (по наруџбини) „савремени столари“ од полуготових материјала.

## Историја
У Сједињеним Државама, орман у свом покретном облику као храстов „висећи орман“ датира из раног 17. века. У то време то је био рани извозни производ из Америке у Енглеску, јер су енглеске шуме биле превише исечене или резервисане за морнарицу. Сходно томе, предмет се понекад називао окли (енгл. oakley). Вероватно стотину година, такви комади намештаја, масивни и гломазног облика, али често са добро изрезбареним фронтовима, производили су се у умереном броју; затим је постепено смањење употребе храста за израду ормана довело до промене моде у корист обилнијег америчког орахa. (Девичанске америчке шуме су сукцесивно постале храст, затим јавор са узастопним епизодама крчења шума.)
Орах је наследио храст као омиљени материјал за намештај, али се чини да су се висећи ормани од ораха израђивали веома ретко, иако су пресе за одећу, са фиокама и клизним платоима, били чести.
Током већег дела 18. века, толбој се у великој мери користио за складиштење одеће.

### Величина
У 19. веку, орман је почео да се развија у своју модерну форму, са висећим орманом са сваке стране, пресом у горњем делу централног дела и фиокама испод. По правилу, често је био од махагонија, али пошто су сатенско дрво и друга раније оскудна, ситнозрнаста, страна дрва почела да се добијају у знатним количинама, направљени су многи детаљни, па чак и величанствено уметнути ормани.
Тамо где су Чипендејл и његова школа резбарили, Шератон, Хеплвајт и њихови савременици постигли су своје ефекте уметничким коришћењем вешто контрастног и високо углачаног дрвета.
Следећи велики корак у еволуцији ормана направљен је када су централна врата, која су раније затварала само горњи део, пренета до пода, покривајући фиоке као и клизне полице, и често су била опремљена огледалима.
У Уједињеном Краљевству, богатија опција су ормани по мери, који су направљени по величини и облику собе.

## Каз
Кас, каст или кастен (изговара се каз) је масивни креденац или орман холандског порекла сличан орману који је био популаран у Холандији и Америци у 17. и 18. веку. Опремљена је полицама и фиокама за чување постељине, одеће и других драгоцености и закључан на кључ. Ови ормани су били статусни симболи и породично наслеђе у ниским земљама и увожени су као луксузна роба у америчке колоније. Као такви често су били направљени од квалитетног дрвета као што су трешња, палисандрово дрво и ебановина која је била обложена, резбарена или фарбана.

## Галерија
- Замршено изрезбарени високи орман у француском окли стилу[12][13] са подкабинетом уместо комоде
- Комбиновани орман из кинеске династије Минг, направљен од палисандровог дрвета, друга половина 16. века
- Орман у Музеју у Малмеу.
- Модерни уграђени орман